# Targuist
Targuist (en arabe : تارجيست en tamazight : Targist, ⵜⴰⵔⴳⵉⵙⵜ) est une ville du Maroc située au cœur du Rif, dans la partie occidentale de la province d'Al Hoceïma. En plus elle peut être considérée comme la capitale de Senhaja Srair.
Elle est située dans la région de Tanger-Tétouan-Al Hoceïma.

## Histoire
La ville était le deuxième bureau (après Ajdir) de l’armée de résistance de Abdelkrim el-Khattabi. C'est dans cette même ville qu'Abdelkrim s'est constitué prisonnier aux Français en 1926[réf. nécessaire].
Elle s'est fait connaître en 2007, à la suite d'un scandale de corruption de la gendarmerie marocaine, filmé par un vidéaste amateur et diffusé sur le site de vidéo YouTube[réf. nécessaire].

## Endroits touristiques
- Plage Cala iris, située à 30 km au nord de Targuist sur la côte méditerranéenne.
- Forêt Tizi-ifri, située à 1,799 mètres d'altitude et à 28 km de la ville de Targuist.

## Démographie
Les données démographiques, éducatives, relatives au handicap et aux conditions d'habitation des ménages2014.

### Caractéristiques démographiques
- Densité de la population (hab/km2): 2 457
- Population municipale totale: 13 384
- Population masculine: 6 746
- Population féminine: 6 638
- Nombre total de ménages: 2 969
- Population âgée de moins de 15 ans (%): 28.40%
- Population masculine âgée de moins de 15 ans (%): 28.64%
- Population féminine âgée de moins de 15 ans (%): 28.16%
- Population âgée de 15 à 59 ans (%): 64.17%
- Population masculine âgée de 15 à 59 ans (%): 64.10%
- Population féminine âgée de 15 à 59 ans (%): 64.24%
- Population âgée de 60 ans et plus (%): 7.43%
- Population masculine âgée de 60 ans et plus (%): 7.26%
- Population féminine âgée de 60 ans et plus (%): 7.61%
- Proportion des célibataires: 57.26%
- Proportion des célibataires masculins: 61.50%
- Proportion des célibataires féminins: 52.94%
- Proportion des mariés: 38.49%
- Proportion des mariés masculins: 37.55%

### Éducation et alphabétisation
- Taux de scolarisation des enfants âgés de 7 à 12 ans: 98.11%
- Taux de scolarisation des garçons âgés de 7 à 12 ans: 98.68%
- Taux de scolarisation des filles âgées de 7 à 12 ans: 97.56%
- Taux d'analphabétisme de la population âgée de 10 ans et plus: 25.72%
- Taux d'analphabétisme de la population âgée de 10 ans et plus (Masculin): 15.36%
- Taux d'analphabétisme de la population âgée de 10 ans et plus (Féminin): 36.21%

### Handicap
- Taux de prévalence de handicap: 4.27%
- Taux de prévalence de handicap (Masculin): 4.33%
- Taux de prévalence de handicap (Féminin): 4.20%

### Conditions d'habitation des ménages
- Proportion des propriétaires urbains: 60.69%
- Proportion des locataires urbains: 20.49%
- Proportion des ménages disposant d'eau courante: 92.74%
- Proportion des ménages disposant d'électricité: 97.42%

## Toponymie
En rifain, Targuist désigne une terre laissée au repos, une terre en jachère.

## Jumelage
- Leganés (Espagne) depuis 2009.

## Personnalités

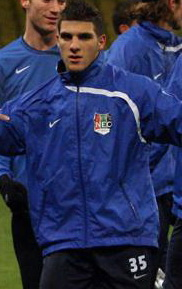
Moestafa El Kabir

- Munir El Haddadi, footballeur marocain[réf. nécessaire].
- Mohamed Auajjar : ministre de la justice depuis le 5 avril 2017, né à Targuist.
- Moestafa El Kabir : footballeur néerlando-marocain, né le 5 octobre 1988 à Targuist au Maroc.

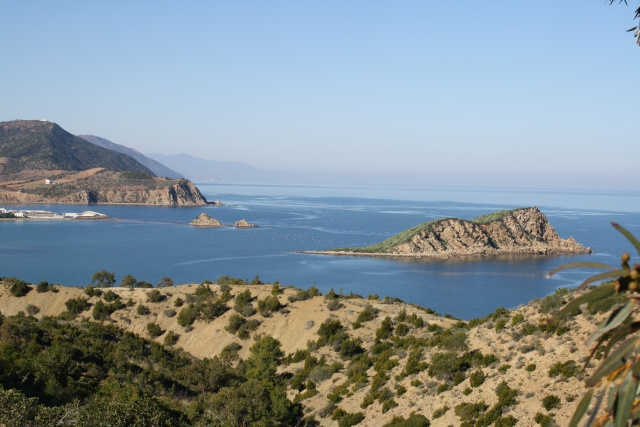
Plage Cala iris
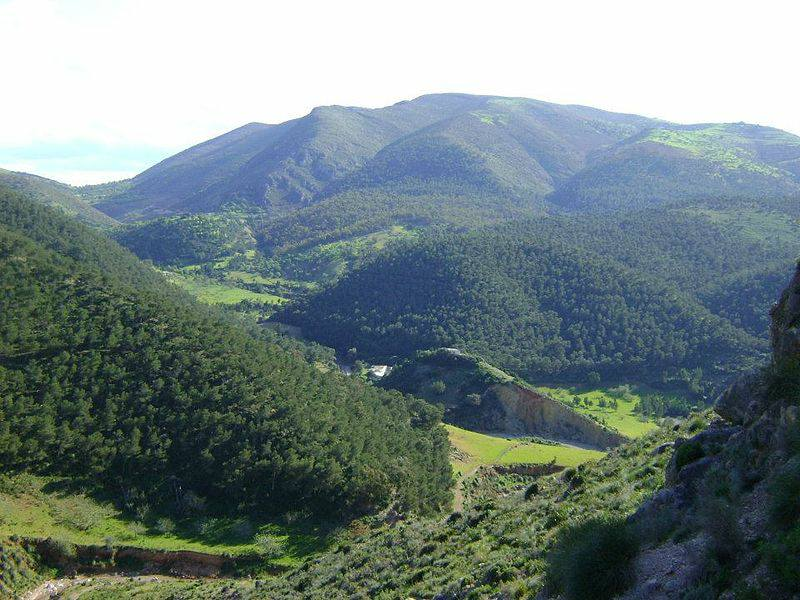
Forêt Tizi-ifri